# Превоз беба и мале деце
Превоз беба и мале деце обављао се током историје у различитим културама на различите начине. Ове методе укључују различите носиљке и корпе, приколице, преносиве колевке, колица за бебе, дечја ауто седишта и друго. 
Од друге половине 20. века сва ова средства заменила су удобна дечја колица, лака за транспорт било да је беба у њима или не. Савремена колица се најчешће могу склопити како би заузимала што мање места, што омогућава једноставно смештање у пртљажник аутомобила и слично.

## Носиљке за бебе
Различите носиљке у којима се могу носити бебе на сопственом телу, попут преносивих колевки, платнених ремена, корпи и слично, користе се од давнина у многим културама. Данас се могу наћи у различитим облицима, направљене од различитих материјала и различите крутости, односно мекоће. Најпознатије су тзв. "кенгур", а у новије време меи таи носиљке, мараме за ношење беба, носиљке налик на ранце и друге. У њима се бебе могу носити на грудима, леђима или боку, зависно од дизајна. Мекане "кенгур" носиљке, које се носе на грудима, обично се користе за бебе које не могу још да седе и самостално држе главу усправно. Носиљке са рамовима, налик на ранац, које се носе на леђима, мараме за ношење беба и слична помагала користе се за старију децу.

### Историја
Потреба за помагалом у којем се може носити новорођенче вероватно се појавила врло рано у људској еволуцији, када се човек усправио на две ноге, па беба више није могла да се држи за мајку или једноставно седи на њеним леђима. Слике деце у носиљкама могу се видети на египатским цртежима из доба фараона а сличне носиљке коришћене су и у многим домородачким културама. Једно од најранијих европских уметничких дела на којем је приказан овај начин ношења бебе је Ђотова фреска, насликана око 1306. године, која приказује Марију како носи малог Исуса. Ношење беба у носиљкама  у Европи је било познато још у средњем веку, али се углавном на њега гледало као на праксу маргинализованих група. Преносива колевка је носиљка за бебе америчких домородаца која се користила како би бебе биле сигурне и заштићене, а истовремено је омогућавала мајкама да слободно раде и путују. Овакве колевке су биле причвршћене ременима преко мајчиних рамена или око главе. Током путовања ове колевке су се могле окачити о седло или поставити на посебно направљене санке које су вукли коњи или пси. Овакве колевке користиле су се све док дете не прохода.  Прављене су од равних комада дрвета или су плетене од савитљивих грана врбе, леске и сличног дрвећа. Облагане су меким, упијајућим материјалима попут лишаја, маховине или ситно исецкане коре дрвета. Бебе су се у овакве колевке смештале тако да буду чврсто повијене и обично су могле да покреће само главу. Повијена и привезана, беба се у оваквој носиљци осећала удобно и сигурно. 

### Савремене носиљке за бебе
Ношење беба на телу у западним земљама постало је популарно средином 60-их година. Од прилике у исто време појавила се носиљка у облику ранца, за ношење старијих беба и деце, почетком 70-их мекана носиљка за сасвим мале бебе, а почетком 90-их на Хавајима се појавила тзв. "кенгур" носиљка. Данас је најчешће у употреби кинеска меи таи носиљка. Иако се ова врста носиљке за бебе на Истоку користила вековима, на западу је је постала популарна тек почетком 21. века, када је модернизована меканом испуном и другим додацима за подешавање и причвршћивање.
Овакве носиљке имају низ предности. Беба је окренута ка носачу, што је здравствено исправан положај, али и тада има довољан видокруг. Овај положај на бебу делује умирујуће, помаже ублажавању грчева у стомаку, успављиује и ствара блискости између ње и носача. Носиљка се може носити на грудима, боку или леђима, при чему је тежина равномерно распоређена на рамена и леђа носача тако да не узрокује болове у леђима, па је идеална за дуге шетње по природи. На раменим и ременима којима се причвршћава око струка најчешће имају сунђераста ојачања, што додатно повећава удобност носачу и даје осећај лакоће, руке су слободне, а беба безбрижна и сигурна.

## Дечја колица
Дечја колица углавном се деле на колица за новорођенчад, у којима беба лежи и колица за старије бебе и децу до око три године, у којима дете седи.

### Историја
Прва дечја колица осмислио је чувени енглески енглески архитекта, пејзажни архитекта и дизајнер намештаја Вилијам Кент 1733. године, када је Вилијам Кевендиш, 3. Војвода од Девоншира затражио од њега да конструише превозно средство у ком ће превозити своју децу. Кент је конструисао корпу у облику шкољке на точковима, у којој су деца могла да седе. У основи је то била дечја верзија коњске запреге, богато украшена. Изум је постао популаран код породица више класе. Дете је седело у корпи у облику шкољке постављене на рам са точковима. Кочија за бебе била је доста нижа и мања од обичне кочије, што је омогућавало да је вуче коза, пас или мали пони, а имала је опружно вешање ради веће удобности. Половином 19. века на овом моделу замењене су ручке, тако да могу да их вуку дадиље или родитељи. Као и у већини савремених колица и у овима су деца седела окренута напред, односно у правцу кретања, али је то у овом случају значило да дете гледа у леђа особе која вуче колица.
Тридесетих година 19. века Американац Бенџамин Потер Крандал продавао је кочије за бебе које је рекламирао као „прве кочије за бебе произведене у САД-у“ Крандал је основао компанију за производњу дечјих колица, односно „кочија за бебе“ а његов син патентирао је побољшања и допуне стандардних модела. То је, између осталог, подразумевало додавање кочнице, модел који се преклапа, модел са сунцобраном и друго. До 1840. године колица за бебе постала су изузетно популарна. Познато је да је Краљица Викторија купила је троје оваквих колица.
Прва дечја колица била су израђена од дрвета или прућа, спајани скупоценим месинганим спојевима. То су понекад била права уметничка дела, а поједини модели су добијали имена по владарима, владарским кућама и титулама. Тако су популарни  модели били „принцеза“, „војвоткиња“, „Балморал“, „Виндсор“ и слична.
Године 1889. године Афроамериканац Вилијам Ричардсон патентирао је прва реверзибилна колица чија је корпа била дизајнирана тако да се може окренути или у правцу кретања, или према родитељу. Такође је извршио и додатне структурне промен. До тада осовина није дозвољавала да се сваки точак креће одвојено, што је Ричардсонов дизајн омогућио и тиме повећао управљивост. Почетком 20-их година 20. века колица су постала доступна већини породица. Била су све сигурнија, са већим точковима, кочницама, дубљим корпама и нижим, чвршћим рамовима.
- Седећа колица, око 1870
- Богато украшена колица од прућа из 1898
- Рани модел седећих колица (Асам, Индија, око 1902)
- Колица од прућа са прилагодљивим сенилом (1912)
- Седећа колица из 1930

### Савремена дечја колица
Године 1965. ваздухопловни инжењер Овен Макларен је, користећи своје знање о авионима, дизајнирао колица са алуминијумским оквиром и конструисао прва права кишобран колица. Овај нови дизајн је брзо постао веома популаран јер су колица била лакша за транспорт и могла су се користити у свакој прилици, што је њиховом творцу омогућило да оснује чувену Макларен (енгл. Maclaren) компанију за производњу дечјих колица 
Седамдесетих година млади родитељи вратили су се основном моделу лежећих колица, али са корпом која се могла одвојити и носити као торба. Како су се развијала током година, дечја колица су модернизована и добијала су различите додатке, између осталих опруге и амортизере који су вожњу чинили удобнијом и за бебу и за особу која их гура. Данас се ова основна верзија лежећих колица врло ретко користи, јер су оваква колица гломазна и скупа у поређењу са седећим моделом, а посебно комбинованим моделима ки се могу оборити, усправити, а у новије време укључују и дечје ауто седиште. Већина модела има седиште које се може поставити у два положаја, тако да дете гледа према родитељу или у правцу кретања. 
- Ниска, компактна колица, карактеристична за 50-те и почетак 60-тих
- Лагана и практична склопива колица из 70-их
- Неуобичајени модел из 70-их (Москва, 1976)
- Колица за близанце из 1970

Данас се на тржишту могу наћи и модели са две корпе, односно седишта, дизајнирани за бебе сличне старости (попут близанаца), или за оне са малом старосном разликом. Трострука колица су прилично нови модел, јер је број вишеплодних трудноћа у порасту. Већина троструких колица има ограничење тежине до 50 кг и препоручена употребу за децу узраста до 4 године.
Последњих година нарочито је популаран путни систем - сет који се састоји од металног рама са одвојивим седиштем или креветићем, како би се  могао пребацити из лежећих у седећа колица. Још једна предност овог система је та што је рам, који се обично склапа попут кишобран колица, у склопљеном стању довољно мали да се може транспортовати у пртљажнику аутомобила. Такође, седиште за бебе је конструисано тако да се може једноставно трансформисати у ауто седиште, што омогућава несметано уношење и изношење бебе из аутомобила, без ремећења сна.
Још једно практично средство за транспорт мале деце свакако је дечји трицикл са управљачем за родитеље. Овакав трицикл може се користити за децу од 10 месеци до 3 године старости. Контрола се код ових трицикала може пребацивати између родитељског управљача и педала, а управљач се може подесити на жељену висину и по потреби скинути. Често су опремљени и тендом за заштиту од сунца, која се такође може скинути.
У новије време појавио се још један иновативни модел колица чији се метални рам може трансформисати у скутер. У зависности од модела, може бити опремљен папучицом и или ручном кочницом. Прва колица ове врсте била су такозвана Roller Buggy, која је 2005. године осмислио бугарски индустријски дизајнер Валентин Водев.

## Ауто седишта, додаци за бицикл и друго
Ауто седиште за децу је релативно нов изум. Користи се за вожење детета у аутомобилу. У многим државама, укључујући и Србију, употреба оваквих аутоседишта је законски регулисана и обавезна је за безбедан превоз мале деце.
Бицикли се, ради превоза деце, такође могу опремити дечјим седиштем или приколицом за бицикл. Старија деца могу се возити и на додатку за децу, са једним точком,  интегрисаном шипком седишта и воланом, односно ручкама.
Осим свакодневних постоје и посебни наменски модели за превоз деце, какви су шопинг колица са седиштем за децу, колица за превоз више деце и друга.
- Ауто седиште за бебе
- Ауто седишта за већу и мању децу децу
- Дечја приколица за бицикл из 1931
- Савремена дечја приколица за бицикл
- Приколица са точком и управљачем за старију децу и приколица за малу децу
- Дечје седиште за бицикл
- Бицикл са дечјим седиштем изнад задњег точка
- Бицикл са дечјим седиштем на волану
- Колица за превоз више деце у вртићима
- Шопинг колица са простором за мало дете